# Union sportive chauvinoise
 (octobre 2023).
Si vous disposez d'ouvrages ou d'articles de référence ou si vous connaissez des sites web de qualité traitant du thème abordé ici, merci de compléter l'article en donnant les références utiles à sa vérifiabilité et en les liant à la section « Notes et références ».
Maillots
Actualités
Dernière mise à jour : 5 avril 2025.
L’ Union sportive chauvinoise abrégée en US chauvinoise ou US Chauvigny, est un club de football français fondé en 1922 et situé à Chauvigny dans la Vienne.
C’est la section football du club omnisports de la ville qui porte le même nom. Le club évolue en championnat de National 3 depuis la saison 2018-2019.

## Histoire
L'US Chauvigny est un club habitué à jouer au niveau régional. Il évolue généralement entre la Promotion d'Honneur et la Division d'Honneur de l'ancienne Ligue du Centre-Ouest de football au moins depuis le début des années 1950.
Lors de la saison 1956-57, l'équipe fanion du club est en Promotion d'Honneur (PH) et il faut attendre la saison 1967-1968 pour la voir évoluer au sein de l'élite régionale de la Ligue du Centre-Ouest de football qu'est la Division d'Honneur (DH). L'US Chauvigny y évolue jusqu'à la saison 1983-84 où son équipe finit 14ème et dernière de sa poule et doit descendre en Promotion d'Honneur. Il reste à ce niveau jusqu'à la fin de la saison 1999-2000 où la Ligue du Centre-Ouest au début des années 90 décida de créer un échelon intermédiaire entre la Division d'Honneur et la Promotion d'Honneur, qui fut appelé Division d'Honneur Régionale (DHR). L'équipe première y évolue d'entrée et cela pendant 7 saisons. A la fin de l'exercice 2006-2007, l'USC termine en tête de sa poule de DHR et finit par remonter en Division d'Honneur (DH), niveau que le club n'avait plus fréquenté depuis la saison 1983-1984.
L'USC se maintient à ce niveau pendant 11 saisons. Lors de la saison 2017-2018, la Division d'Honneur est renommée Régional 1 (R1) à la suite de la suppression de la Ligue du Centre-Ouest de football et à la création de la Ligue de football Nouvelle-Aquitaine. Le club termine deuxième de sa poule et cette place lui permet d'évoluer pour la première fois de son histoire en Championnat de France de football de National 3, niveau qu'il n'avait jamais atteint auparavant.
En Coupe de France , son principal fait d'armes fut une qualification pour les 16es de finale lors de la saison 2021-2022 et le droit de rencontrer l'Olympique de Marseille après avoir éliminé Le Havre AC (Ligue 2) au huitième tour puis le C'Chartres (National 2) en 32es de finale. Le vieux stade Gilbert-Arnault de Chauvigny étant trop petit et non homologué pour accueillir ce type de rencontre, le match se déroule au stade de Beaublanc à Limoges devant quelques milliers de spectateurs et de nombreux supporters locaux venus en masse. La rencontre se solde par une victoire de l'Olympique de Marseille sur le score de 3-0.

## Image et identité

### Couleurs et maillots
Les couleurs du club sont le jaune et le rouge Autrefois, le club évoluait avec un maillot jaune, un short rouge et des chaussettes rouge.
Aujourd'hui, l'US Chauvigny porte un maillot rayé jaune et de rouge, un short et des chaussettes rouge. À l'extérieur la tenue est souvent blanche.

### Logo

Ancien logo du club.
Logo depuis 2022.

## Résultats sportifs

### Palmarès
- Saison 2006-2007 : Champion de Division d'Honneur Régionale (1er de la poule B) de la Ligue du Centre-Ouest de football.

### Coupe de France
- 16es de finale de la Coupe de France de football 2021-2022